# Sigvard
Cette page présente le prénom Sigvard ainsi que ses variantes.
Sigvard est un prénom masculin scandinave.

## Occurrence
Dans les pays nordiques, il est surtout porté en Suède.

## Étymologie
Sigvard dérive du vieux norrois Sigvarðr, formé des éléments sigr « victoire », et vǫrðr « garde, gardien ».
Le prénom Sigvard est à l'origine du patronyme suédois Sigvardsson signifiant « Fils de Sigvard ».

## Personnalités portant ce prénom
- Sigvard Bernadotte (1907–2002), designer suédois ;
- Sigvard Eklund (1911–2000), diplomate et homme politique suédois ;
- Sigvard Ericsson (1930–), patineur de vitesse suédois ;
- Sigvard Hultcrantz (1888–1955), tireur sportif suédois ;
- Sigvard Parling (1930–2016), footballeur suédois ;
- Sigvard Strandh (1921–1987), historien suédois, spécialiste des sciences et techniques ;
- Sigvard Thurneman (en) (1908–1979), criminel suédois.